# José María Usandizaga
 (juillet 2020).
Si vous disposez d'ouvrages ou d'articles de référence ou si vous connaissez des sites web de qualité traitant du thème abordé ici, merci de compléter l'article en donnant les références utiles à sa vérifiabilité et en les liant à la section « Notes et références ».
José María Usandizaga (né le 31 mai 1887, à Saint-Sébastien – décédé le 5 octobre 1915, idem) est un compositeur espagnol. Son style recueille l'influence de l'école romantique française et des échos du vérisme italien, tout en ayant comme substrat celui des chansons populaires. Il est considéré, à côté de Jesús Guridi, comme le père de l'opéra basque.

## Biographie
Né dans une famille cultivant la musique, il a commencé l'étude du piano avec sa mère Ana Soraluce. À neuf ans, il a entrepris des études de musique à l'Académie Municipale de Musique de Saint-Sébastien (es) avec Beltrán Pagola et Germán Cendoya. À 14 ans, il est allé à Paris, où il s'est inscrit à la Schola Cantorum, où il a fait ses études avec Vincent d'Indy pour la composition et Grovlez pour le piano. À cette époque, il a déjà des problèmes de santé, ainsi qu'une lésion à la main gauche qui l'empêche de devenir pianiste professionnel.
La majeure partie de ses œuvres orchestrales et de chambre appartiennent à son étape parisienne: Suite en La Op. 14 (1904), Dans la mer, Op. 20 (1904), Obertura sinfónica sobre un tema de canto llano, Op. 26 (1905). Parmi elles, on peut noter le Cuarteto de cuerda en Sol, Op. 31, dans lequel il utilise quelques thèmes populaires basques.
De retour à Saint-Sébastien en janvier 1906, il écrit Irurak bat, Op. 35, rhapsodie sur trois chants populaires basques (Irurak bat, qu'on peut traduire en «Trois en un», était la devise de l'union des provinces basques), sans compter d'autres œuvres avec une thématique basque.
En 1909, la Sociedad Coral de Bilbao commande trois opéras sur des thèmes basques à trois compositeurs: José María Usandizaga, Jesús Guridi et Santos Intxausti. De cette commande est issu le premier ouvrage lyrique du compositeur, Mendi-Mendiyan (1910), qui a été créé le 21 mai de l'année suivante au Théâtre des Champs-Élysées de Bilbao avec un grand succès et un an après à Saint-Sébastien.
En 1911 il compose la fantaisie-danse pour piano Hassan y Melihah, dans laquelle il n'emploie pas de thèmes populaires.
En été 1912, il fait la connaissance à Saint-Sébastien du dramaturge Gregorio Martínez Sierra, avec qui se noue une amitié sincère. À Madrid, le dramaturge montre au compositeur son drame Saltimbanquis (1905); à partir de celui-ci, Martínez Sierra lui-même avait écrit associé à Santiago Rusiñol le drame Ocells de pas (Oiseaux de passage), en catalan, créé en 1908. Dans ce dernier se trouve déjà l'intrigue complète et les noms des personnages.
Usandizaga a été intéressé par le thème et a mobilisé toutes ses forces pour convertir le texte en zarzuela. Le nom choisi est Las Golondrinas (les Hirondelles), à partir du titre catalan. La création a eu lieu en 1914 et la pièce est devenue une des principales œuvres de Usandizaga. En réalité, il est bien connu que les œuvres de Martínez Sierra ont été écrites par son épouse María Lejárraga, mais à la suite d'un commun accord, elles ont été signées par lui, comme l'atteste la correspondance entre María et Usandizaga ainsi que le témoignage épistolaire tardif de María Lejárraga au chroniqueur Jesús María Arozamena depuis son exil mexicain. Il semble que ce soit aussi le cas de Las Golondrinas.
Le dernier projet de Usandizaga, l'opéra La Llama, restera inachevé à cause de la mort du compositeur, âgé à peine de 28 ans, brisant une carrière musicale remplie de promesses et de succès.
L'estime des concitoyens de José María Usandizaga pour sa personne s'est matérialisée dans une sculpture du catalan Josep Llimona placée en son honneur sur la Plaza de Guipuzcoa de Saint-Sébastien quelques années après son décès. De même, l'Instituto Peñaflorida de la capitale du Guipuscoa a pris le nom de Instituto Usandizaga en 1956.

## Catalogue des œuvres
(Note: Ce qui suit n'est qu'une partie du catalogue et demande à être complété.)
| Année   | Opus    | Œuvre | Type d’œuvre           |
| ------- | ------- | --- | ---------------------- |
| 1904    | Opus 14 | Suite en La. | Musique pour orchestre |
| 1904    | Opus 20 | Dans la mer. | Musique pour orchestre |
| 1904-05 | Opus 26 | Obertura sinfónica sobre un tema de canto llano. | Musique pour orchestre |
| 1905    | Opus 31 | Cuarteto en Sol. | Musique de chambre     |
| 1906    | Opus 35 | Irurak Bat, rhapsodie populaire basque. | Musique pour orchestre |
| 1906    |         | Bidasoa, para banda. | Musique pour orchestre |
| 1906    |         | Euskal festara, marche pour orchestre. | Musique pour orchestre |
| 1908    |         | Fantasía para violoncello y piano (orchestrée plus tard par son frère Ramón Usandizaga. | Musique de chambre     |
| 1909-10 |         | Mendi Mendian pastorale lyrique basque (J. Power) (Bilbao, Campos Elíseos, 21 mai 1910), opéra. | Opéra                  |
| 1911    |         | Hassan y Melihah, fantaisie. | Musique pour piano     |
| 1912    |         | Umezurtza, pour soprano, ténor, chœur mixte et orchestre. | Musique vocale         |
| 1912    |         | Costa brava, opéra. | Opéra                  |
| 1913-14 |         | Las golondrinas, drame lyrique, (G. Martínez Sierra selon Saltimbanquis, partie de Teatro del ensueño, 1905, et de Ocells de pas, drame en catalan écrit par Martínez Sierra et Santiago Rusiñol, 1908), (Madrid, Price, 5 février 1914), (révisé comme opéra par R. Usandizaga, Barcelone, Liceu, 1929). | Zarzuela               |
| 1915    |         | La llama, drame lyrique (Martinez Sierra), inachevé (achevé plus tard par son frère Ramón Usandizaga en 1918. (San Sebastian, Teatro Victoria Eugenia, 30 janvier 1918) (Madrid, Gran Teatro, 30 mars 1918).                                                                                              | Opéra                  |
| (s.d.)  |         | Misa, 4 voix. | Musique vocale         |
| (s.d.)  |         | Euskal herri maitiari, rhapsodie basco-française, 4 voix. | Musique vocale         |
| (s.d.)  |         | Cuarteto sobre temas populares vascos. | Musique de chambre     |

## Discographie sélective au 16 août 2012
- Mendi Mendiyan, opéra en 3 actes, de 1910 : Solistes, Chœurs et Orchestre Symphonique de Bilbao dirigés par Juan José Mena, enregistré en 2001, distribué par MARCO POLO

- Las Golondrinas (Les Hirondelles), zarzuela en 3 actes, de 1914 : Lorengar, Iriarte, Torres, Munguia, Chœurs et Orchestre National d'Espagne dirigés par Ataulfo Argenta, enregistré dans les années 1950, distribué par ALHAMBRA